# Geogarypus shulovi
Geogarypus shulovi är en spindeldjursart som beskrevs av Beier 1963. Geogarypus shulovi ingår i släktet Geogarypus och familjen Geogarypidae. Inga underarter finns listade i Catalogue of Life.